# Конвой №4215 (грудень 43)
Конвой № 4215 (грудень 1943) — японський конвой часів Другої світової війни, проведення якого відбувалось у грудні 1943-го.
Вихідним пунктом конвою був атол Трук у центральній частині Каролінських островів, де ще до війни створили потужну базу японського ВМФ, з якої до лютого 1944-го провадились операції в цілому ряді архіпелагів. Пунктом призначення став розташований у Токійській затоці порт Йокосука, що під час війни був обраний як базовий для логістики Трука.
До складу конвою увійшли транспорти «Тайкоку-Мару», «Тацутагава-Мару» (Tatsutagawa Maru), «Госєй-Мару» (Gosei Maru), «Тецуйо-Мару» (Tetsuyo Maru), «Сумйосі-Мару» (Sumiyoshi Maru), а також «Чоан-Мару №2 Го» (останнє саме тривалий час займалось ескортуванням і лише в жовтні перекласифіковане у транспорт із допоміжного канонерського човна). Охорону забезпечував кайбокан (фрегат) «Амакуса».
Загін вийшов у море 15 грудня 1943-го. Оскільки на підходах до Труку зазвичай діяли американські субмарини, певний час додаткову охорону забезпечував переобладнаний мінний загороджувач «Кінджо-Мару», що 16 грудня полишив конвой та повернувся на базу.
Подальший маршрут пролягав через ще кілька традиційних районів патрулювання американських підводних човнів, які зазвичай діяли біля Маріанських островів, островів Огасавара та поблизу східного узбережжя Японського архіпелагу (при цьому 19 грудня «Чоан-Мару № 2 Го» тимчасово залучили для підсилення охорони конвою № 3219, що прямував з Йокосуки на Трук). Втім, у підсумку проходження конвою № 4215 відбулось успішно і 28 грудня він без втрат досягнув Йокосуки.